# Costus ubangiensis
Costus ubangiensis är en enhjärtbladig växtart som beskrevs av François Gagnepain. Costus ubangiensis ingår i släktet Costus och familjen Costaceae. Inga underarter finns listade.